# Aphrodisium inexpectatum
Aphrodisium inexpectatum är en skalbaggsart som beskrevs av Cenek Podany 1971. Aphrodisium inexpectatum ingår i släktet Aphrodisium och familjen långhorningar. Inga underarter finns listade i Catalogue of Life.